# Kingston (Géorgie)
Pour les articles homonymes, voir Kingston.
Kingston est un petit village du comté de Bartow dans l'État de Géorgie aux États-Unis.

## Démographie
| 1870 | 1880 | 1890 | 1900 | 1910 | 1920 |
| ---- | ---- | ---- | ---- | ---- | ---- |
| 402  | 483  | 559  | 512  | 522  | 596  |

| 1930 | 1940 | 1950 | 1960 | 1970 | 1980 |
| ---- | ---- | ---- | ---- | ---- | ---- |
| 553  | 653  | 675  | 695  | 714  | 733  |

| 1990 | 2000 | 2010 | - | - | - |
| ---- | ---- | ---- | - | - | - |
| 616  | 659  | 637  | - | - | - |

La population de Kingston lors du recensement de 2000 était de 659 habitants ; l'estimation officielle pour 2005 était de 868 habitants.